# 曽谷学川
曽谷 学川（そだに がくせん、元文3年（1738年） - 寛政9年10月20日（1797年12月7日））は、江戸時代中期の篆刻家である。また戯号の醒狂道人 何必醇で著した料理本『豆腐百珍』の著者とされる。
字は応聖、号は学川の他に仏斎居士、曼陀羅居、読騒菴、通称は忠助、後に宇作に改める。諱が之唯であったので師の高芙蓉が中国風に修して曽之唯と名付けた。京都の人。

## 略歴
京都にて高芙蓉に師事し古体派の篆刻を学ぶ。「芙蓉の影子」と言われるほど作風がそっくりだった。その後、なんらかの事情で経済的に行き詰まり、星文堂浅野弘篤（藤屋弥兵衛）の勧めで大坂に出て西村孟清・子恭父子の庇護の下、篆刻作品を売って生活した。細合半斎の学半塾に入門し経学・詩文を学ぶ。また詩文結社混沌詩社に参加し、盟主片山北海・木村蒹葭堂・葛子琴ら大坂の文人との交流を深める。特に蒹葭堂宅に出入りし出版事業を手助けしながら、中国から舶載された当時最新の書籍に触れ知見を広める。篆刻に関する印譜や論考などを精力的に著すほかに、醒狂道人何必醇（すいきょうどうじん かひつじゅん）という戯号で出版した『豆腐百珍』・『豆腐百珍　続編』はベストセラーとなった。今日でも当時の料理文化を知る為の貴重な資料となっている。また京都の『平安人物史』にならって出版した『浪華郷友録』は大坂の人名録の嚆矢となる。
学川は長男を幼くして亡くし、長女に養子を迎えたがその長女、孫を相次いで失い、学川自身もその後すぐに病没する。享年61。潮待山天然寺（大阪市天王寺区）に墓碑がある。師の細合半斎が銘文を書しその生涯を伝えている。

## 著作
- 『豆腐百珍』　醒狂道人 何必醇　天明2年（1782年）
- 『豆腐百珍　続編』天明3年（1783年）
- 『浪華郷友録』安永4年（1775年）・寛政2年（1790年）
- 『曼陀羅稿』
- 印譜『曼陀羅居印譜』
- 『漢篆千字文』高芙蓉編　増補
- 『印籍考』享和2年
- 『印語纂』
- 『読騒菴古印彙』
- 『捃印補正』高芙蓉編　増補
- 『学川印譜』
- 『野史詠』天明6年